# Belleview (Floride)
Pour les articles homonymes, voir Belleview.
Belleview est une ville américaine située dans le comté de Marion en Floride.

## Démographie
| 1890 | 1900 | 1910 | 1920 | 1930 | 1940 |
| ---- | ---- | ---- | ---- | ---- | ---- |
| 130  | 137  | 190  | 237  | 400  | 433  |

| 1950 | 1960 | 1970 | 1980  | 1990  | 2000  |
| ---- | ---- | ---- | ----- | ----- | ----- |
| 595  | 864  | 916  | 1 913 | 2 666 | 3 478 |

| 2010  | - | - | - | - | - |
| ----- | - | - | - | - | - |
| 4 492 | - | - | - | - | - |

Selon le recensement de 2010, Belleview compte 4 492 habitants. La municipalité s'étend sur 3,23 milles carrés (8,37 km2).